# 行为现代性

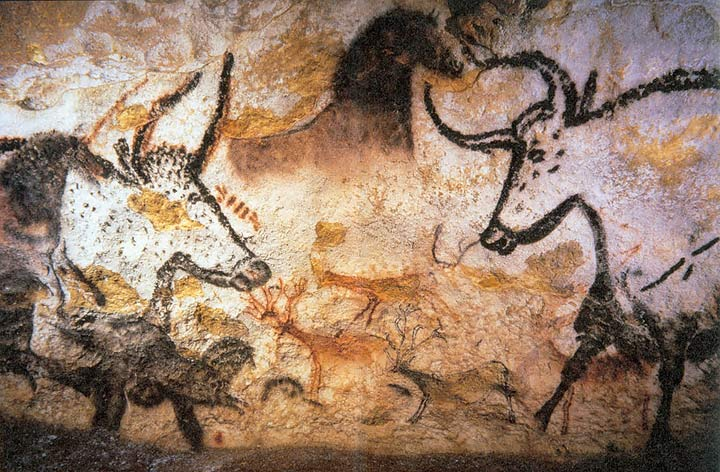
法国拉斯科洞穴的旧石器时代晚期（16000年前）拉斯科洞窟壁画。

行为现代性是一系列行为和认知特征，据信这些特征可以将当前的智人与其他解剖学上的现代人、原始人类和灵长类动物区分开来。大多数学者认为，现代人类行为的特点包括抽象思维、计划深度、象征性行为（如艺术、装饰）、音乐和舞蹈、大型猎物的开发和刀刃技术等。
行为现代性是一种人类学、考古学和社会学的术语。它用来指一组区分现今的人类和他们最近来自其他祖先灵长类动物和其他已灭绝的古人类谱系的特征。这个是由于智人能够使用复杂的抽象思维和展示文化创造力。这些研究经常被认为与相关语言的起源有关。行为现代性的要素包括精制的工具、捕鱼、群体之间的长距离分享或交换，自我装饰、具象艺术、游戏、音乐、烹饪和埋葬。
目前有两大理论关于现代人类行为。第一种理论认为，行为现代性发生于史前大约5万年前，可能是重要的基因突变或大脑的生物重组导致出现现代人类的自然语言。这种理论的支持者把这个描述为大跃进或旧石器时代晚期革命。
第二种理论认为，从来就没有任何单一技术或认知革命。这种观点的支持者认为，现代人类的行为是由于人类成千上万年的知识、技能和文化的逐渐积累而进化的结果。。

## 定义

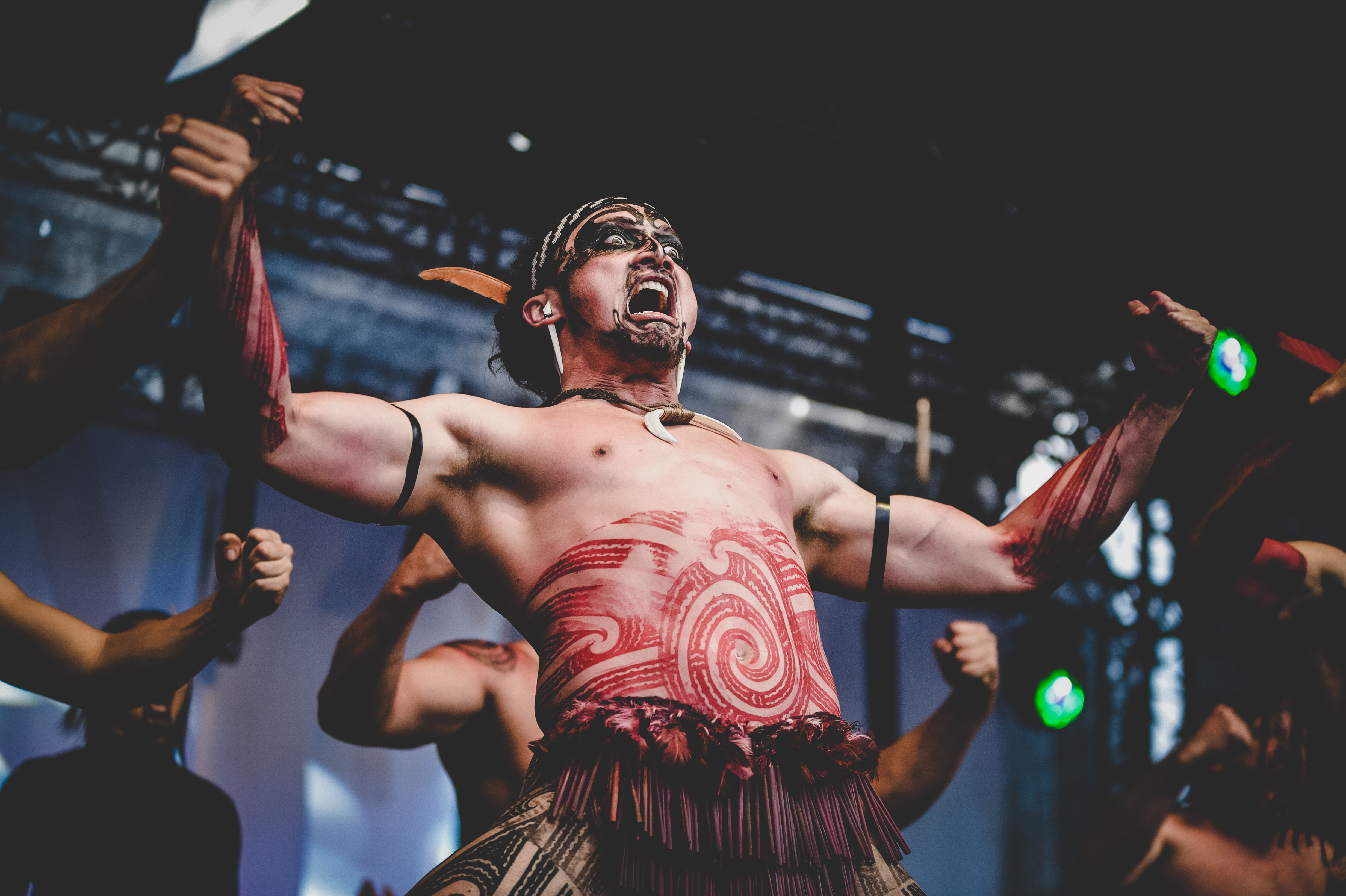
一名毛利男子正在表演哈卡舞（一种仪式舞蹈）。他展现了行为现代性的几个特征，包括佩戴珠宝、涂抹人体彩绘、音乐和舞蹈以及象征性行为。

要对现代人类行为进行分类，必须定义现存人类群体中普遍存在的行为。这些人类普遍性的例子包括抽象思维、计划、贸易、合作劳动、身体装饰以及对火的控制和使用。除了这些特征之外，人类还非常依赖社会学习 (social learning theory)。
现代行为是人类历史上所有人类群体共有的关键特征，被视为人类的普遍性。 通常包括语言、宗教、艺术、音乐、神话、娱乐、笑话等。
人类普遍特征存在于所有文化中，包括非常孤立的族群，因此科学家认为这些特征一定是在走出非洲之前进化或发明的。 它们还特别包括以下行为:
- 精密工具、辅助工具（用于制造工具）
- 渔业
- 群体内部以物易物，远距离贸易
- 颜料和颜料的使用、用首饰装饰身体、身體藝術等。
- 象征性表征，如洞穴壁画、岩刻, 小像
- 使用骨頭材料製作工具
- 游戏、音乐
- 土葬, 墓葬